# Linnaea adenotricha
Linnaea adenotricha là một loài thực vật có hoa trong họ Kim ngân. Loài này được (Hance) Graebn. mô tả khoa học đầu tiên năm 1900.